# Скоуфилд, Джо
Джо́зеф А́лфред Ско́уфилд (англ. Joseph Alfred Schofield; 1 января 1871 — 29 сентября 1929) — английский футболист и футбольный тренер. Будучи игроком выступал за футбольный клуб «Сток», а также за национальную сборную Англии. Впоследствии был главным тренером клубов «Сток» и «Порт Вейл».

## Клубная карьера
Родился в Кобридже (ныне — район города Сток-он-Трент, графство Стаффордшир. Играл в футбол за юношеские команды Стока, в частности, за клуб «Хэнли Эллайенс». В сентябре 1891 года присоединился к клубу «Сток», выступавшему в Футбольной лиге. Дебютировал за клуб 10 октября 1891 года в матче Футбольной лиги против «Бернли», отметившись забитым мячом. Затем забивал в следующих двух матчах (против «Дерби Каунти» и «Астон Виллы». Сезон 1891/92 завершил в качестве лучшего бомбардира «Стока», забив 12 голов в 20 матчах. В сезоне 1892/93 вновь стал лучшим бомбардиром клуба, забив 13 голо в 30 матчах, включая хет-трик в игре против «Блэкберн Роверс» на «Ивуд Парк» 25 февраля. В сезоне 1893/94 снова был лучшим бомбардиром «Стока», забив 16 голов в 30 матчах. В сезоне 1894/95 «гончары» заняли 14-е место (третье с конца) и были вынуждены играть «тестовый матч» за право остаться в Первом дивизионе. «Сток» выиграл тестовый матч против клуба «Ньютон Хит» со счётом 3:0, Скоуфилд забил в нём два гола. Всего в том сезоне он забил 13 голов, наряду с Уильямом Диксоном став лучшим бомбардиром команды.
В сезоне 1895/96 Скоуфилд забил 9 голов в 32 матчах, включая хет-трик в игре против «Смолл Хит» 19 октября. В следующем сезоне он забил 13 голов в 31 матче. В сезоне 1897/98 Скоуфилд забил только 5 голов в 33 матчах (включая гол в «тестовом матче» против «Бернли» на «Терф Мур»). В своём последнем сезоне он забил 11 голов в 19 матчах. В 1899 году был вынужден завершить карьеру игрока в возрасте 28 лет из-за проблем со здоровьем. Всего он провёл за «Сток» 230 матчей и забил 94 гола. В августе 1902 года снова стал играть в футбол в качестве любителя. В январе 1903 года сыграл за клуб «Кэжуалз».

### Карьера в сборной
5 марта 1892 года дебютировал за национальную сборную Англии в матче Домашнего чемпионата против сборной Уэльса на стадионе «Рейскорс Граунд» в Рексеме. В той игре англичане победили соперника со счётом 2:0. 13 марта 1893 года провёл свою вторую игру за сборную — также против Уэльса — в которой англичане победили со счётом 6:0. В отчётах газет The Times и Sporting Life автором последнего гола в том матче указан Скоуфилд, но большинство изданий (включая The Sportsman, The Field, Manchester Guardian, Liverpool Mercury) указывают, что последний гол на 88-й минуте забил Фред Спайксли, сыграв на добивании после того, как вратарь Уэльса Джеймс Трейнер отбил удар Скоуфилда. 9 марта 1895 года провёл свой третий и последний матч за сборную, выйдя на поле «Каунти Крикет Граунд» против сборной Ирландии. В той встрече англичане разгромили соперника со счётом 9:0.
В 1893 и 1897 году Скоуфилд также сыграл за сборную Футбольной лиги Англии в матчах против сборных Шотландской футбольной лиги и Ирландской футбольной лиги.

### Стиль игры
Отлично владел левой ногой, демонстрировал на поле «индивидуальные навыки и талант». Вводил соперников в заблуждение, раскачиваясь телом из стороны в сторону перед тем, как нанести дальний удар по воротам.

## Тренерская карьера
Во время Первой мировой войны Скоуфилд вернулся в «Сток» в качестве главного тренера. Руководил командой на протяжении четырёх «военных» сезонов (до 1919 года). Тогда клуб выступал в Ланкаширской секции Военной лиги. В сезоне 1917/18 «Сток» занял первое место в Главном турнире Ланкашира, обыграв такие команды как «Манчестер Сити», «Манчестер Юнайтед» и «Ливерпуль». Эти турниры считаются неофициальными и поэтому не входят в официальную статистику клубов и игроков. После возобновления официальных турниров в Англии в сезоне 1919/20 Скоуфилд покинул пост главного тренера «Стока».
В марте 1920 года Скоуфилд был назначен секретарём (аналог современного главного тренера) клуба «Порт Вейл» из Сток-он-Трента. Его описывали как тренера «с хорошо сбалансированными суждениями», «друга и советчика игроков», обладающим талантов находить и развивать перспективных игроков. В сезоне 1919/20 «Порт Вейл» занял 13-е место во Втором дивизионе. В последующие четыре сезона «Порт Вейл» под руководством Скоуфилда занимал, соответственно 17-е, 18-е, 17-е и 16-е место.
В сезоне 1924/25 команда заняла 8-е место во Втором дивизионе, повторив это достижение в двух последующих сезонах. В сезоне 1927/28 «Порт Вейл» занял 9-е место. Однако сезон 1928/29 обернулся катастрофой: команда заняла 21-е место и выбыла в Третий дивизион. Скоуфилд остался в клубе и руководил командой в Третьем дивизионе в сезоне 1929/30, однако 29 сентября 1929 года Джо Скоуфилд умер. На тот момент «Порт Вейл» занимал первое место в Третьем дивизионе. По итогам сезона команда выиграла турнир и вернулась во Второй дивизион под руководством уже другого тренера.

## Статистика выступлений

### Клубная статистика
| Клуб             | Сезон            | Лига | Лига | Кубок | Кубок | Прочие | Прочие | Итого | Итого |
| Клуб             | Сезон            | Игры | Голы | Игры  | Голы  | Игры   | Голы   | Игры  | Голы  |
| ---------------- | ---------------- | ---- | ---- | ----- | ----- | ------ | ------ | ----- | ----- |
| Сток             | 1891/92          | 16   | 9    | 5     | 4     | —      | —      | 21    | 13    |
| Сток             | 1892/93          | 29   | 13   | 1     | 0     | —      | —      | 30    | 13    |
| Сток             | 1893/94          | 28   | 15   | 2     | 1     | —      | —      | 30    | 16    |
| Сток             | 1894/95          | 28   | 11   | 2     | 0     | 1      | 2      | 31    | 13    |
| Сток             | 1895/96          | 28   | 9    | 4     | 0     | —      | —      | 32    | 9     |
| Сток             | 1896/97          | 29   | 12   | 2     | 1     | —      | —      | 31    | 13    |
| Сток             | 1897/98          | 27   | 4    | 2     | 0     | 4      | 1      | 33    | 5     |
| Сток             | 1898/99          | 14   | 8    | 5     | 3     | —      | —      | 19    | 11    |
| Всего за карьеру | Всего за карьеру | 199  | 81   | 23    | 9     | 5      | 3      | 227   | 93    |

### Статистика в сборной
| Сборная Англии | Сборная Англии | Сборная Англии |
| Год            | Игры           | Голы           |
| -------------- | -------------- | -------------- |
| 1892           | 1              | 0              |
| 1893           | 1              | 0              |
| 1895           | 1              | 0              |
| Итого          | 3              | 0              |

### Тренерская статистика
| Команда   | Начало работы | Завершение работы | И   | В   | Н  | П   | % побед |
| --------- | ------------- | ----------------- | --- | --- | -- | --- | ------- |
| Порт Вейл | 1 марта 1920  | 1 сентября 1929   | 407 | 147 | 86 | 174 | 036,12  |
| Итого     | Итого         | Итого             | 407 | 147 | 86 | 174 | 036,12  |

## Достижения
Сборная Англии
- Победитель Домашнего чемпионата Великобритании: 1892, 1893, 1895